# Copidognathus pseudosidellus
Copidognathus pseudosidellus is een mijtensoort uit de familie van de Halacaridae. De wetenschappelijke naam van de soort is voor het eerst geldig gepubliceerd in 1997 door Chatterjee.